# 웨인 헤네시
웨인 로버트 헤네시(Wayne Robert Hennessey, 1987년 1월 24일 ~ )는 웨일스의 은퇴한 축구 선수로 현역 시절 포지션은 골키퍼였다.

## 선수 경력

### 클럽
맨체스터 시티와 울버햄프턴 원더러스 유스팀을 거쳐 2006년 울버햄프턴 원더러스 성인팀에 입단 후 2007년 1월 EFL 리그 투의 스톡포트 카운티로 임대 이적하여 리그 15경기를 소화했으며 2007년 2월에는 EFL 리그 투 이달의 선수상에 선정되는 영예를 안았다.
이후 2007-08 시즌을 앞두고 울버햄프턴으로 복귀하여 2011-12 시즌까지 다섯 시즌 동안 공식전 166경기를 소화하면서 팀의 2008-09 시즌 EFL 챔피언십 우승 및 차기 시즌 프리미어리그 승격을 이끌었고 2007-08 시즌 잉글랜드 프로 축구 선수 협회 선정 올해의 팀, 팀내 올해의 선수상에 선정되기도 했으나 2011-12 시즌 종료 후 부상과 주전 경쟁 탈락 등으로 인해 2013년 8월 EFL 챔피언십의 요빌 타운으로 임대 이적했음에도 연이어 실점을 떠안으며 고통스런 전반기를 마무리했다.
요빌 타운에서의 임대 생활을 마무리하고 프리미어리그의 크리스털 팰리스로 이적하여 2015-16 잉글랜드 FA컵 준우승에 기여하는 등 2018-19 시즌 전반기까지 크리스털 팰리스의 주전 골키퍼 및 서브 골키퍼로 공식전 126경기를 뛰었으나 2018-19 시즌 후반기 이후 두 시즌 동안에는 공식전 6경기 출전에 머물렀다.
이후 2021-22 시즌을 앞두고 번리 FC로 이적했지만 공식전 단 3경기 출장에 그쳤으며 2021-22 시즌 후 번리와 결별한 뒤 노팅엄 포리스트로 트레이드되었다.

### 국가대표팀
웨일스 연령별 대표팀(U-17, U-19, U-21)을 거쳐 2007년 5월 26일 뉴질랜드와의 친선 경기에서 웨일스 A대표팀 소속으로 국제 A매치 데뷔전을 치렀고 이후 UEFA 유로 2016을 통해 사상 첫 메이저 대회 본선에 출전하여 부상으로 결장한 슬로바키아와의 B조 조별리그 1차전을 제외한 5경기에서 웨일스의 골문을 든든하게 지키며 팀의 사상 첫 메이저 대회 4강 진출이자 유로 대회 4강 진출을 이끄는 등 2020년까지 웨일스 대표팀의 주전 수문장으로 맹활약했다.
이후 2022년 3월 25일 오스트리아와의 2022년 FIFA 월드컵 유럽 지역 예선 플레이오프 A조 1라운드에서 A매치 통산 100경기 출장 기록을 달성하며 개러스 베일, 크리스 건터에 이어 웨일스 선수로는 3번째로 센추리클럽에 가입했고 팀도 1라운드에서 오스트리아, 2라운드에서 우크라이나를 차례대로 물리치고 1958년 FIFA 월드컵 이후 64년만에 통산 2번째 월드컵 본선 진출에 성공하는 기염을 토했다.
그러나 2022년 11월 25일 이란과의 2022년 FIFA 월드컵 B조 조별리그 2차전에서 후반 40분 페널티 에어리어 바깥쪽에서 상대 공격수 메흐디 타레미에 무리한 파울을 범하며 이 대회 1호 퇴장 선수라는 불명예를 떠안았고 팀도 후반 추가시간에 루즈베 체슈미와 라민 레자에이안에게 릴레이골을 얻어맞고 0-2 완패를 당하면서 유럽팀으로는 최초로 이란에게 월드컵에서 패하는 굴욕을 맛보았다.

## 수상

### 클럽
울버햄프턴 원더러스
- EFL 챔피언십 : 우승 (2008-09)

 크리스털 팰리스
- 잉글랜드 FA컵 : 준우승 (2015-16)

### 국가대표팀
웨일스
- UEFA 유럽 축구 선수권 대회 : 4강 (2016)

### 개인
- 잉글랜드 프로 축구 선수 협회 선정 올해의 팀 : 2007-08
- EFL 리그 투 이달의 선수 : 2007년 2월
- 울버햄프턴 원더러스 올해의 선수 : 2007-08

## 같이 보기
- A매치 100경기 이상 출전한 축구 선수 명단